# Guineu voladora d'orelles grosses
La guineu voladora d'orelles grosses (Pteropus macrotis) és una espècie de ratpenat de la família dels pteropòdids. Viu a Austràlia, Indonèsia i Papua Nova Guinea. El seu hàbitat natural són els boscos humits tropicals primaris i secundaris, la selva monsònica, els boscos secs, les sabanes i els manglars costaners, tot i que també viu a plantacions i jardins rurals. És una espècie en risc mínim, és a dir, no sembla que hi hagi cap amenaça significativa per a la seva supervivència.